# Westminster (Massachusetts)
Westminster ist eine Town im Worcester County des Bundesstaats Massachusetts in den Vereinigten Staaten.
Das U.S. Census Bureau hat bei der Volkszählung 2020 eine Einwohnerzahl von 8213 ermittelt.

## Demografie
Laut einer Schätzung von 2019 leben in Westminster 7997 Menschen. Die Bevölkerung teilt sich im selben Jahr auf in 99,5 % Weiße, 0,2 % Asiaten und 0,2 % mit zwei oder mehr Ethnizitäten. Hispanics oder Latinos aller Ethnien machten 3,3 % der Bevölkerung aus. Das mittlere Haushaltseinkommen lag bei 100.972 US-Dollar und die Armutsquote bei 2,6 %.

## Söhne und Töchter der Stadt
- Abijah Bigelow (1775–1860), Politiker
- Nelson Appleton Miles (1839–1925), General der US-Armee
- William H. Upham (1841–1924), Politiker
- Marcus A. Coolidge (1865–1947), Politiker